# Romeira
Romeira is een plaats (freguesia) in de Portugese gemeente Santarém en telt 775 inwoners (2001).